# Bane Nor Eiendom
Bane NOR Eiendom AS, tidligere Rom Eiendom AS, er et norsk ejendomsselskab ejet af Bane NOR. Selskabet har til formål at eje, forvalte, og udvikle fast ejendom, hovedsageligt ved knudepunkter og langs med jernbaner. Selskabet har 200 ansatte, der forvalter ejendomme for anslået 46 mia. NOK. Hovedkontoret ligger i Oslo, og der er regionskontorer i Bergen, Kristiansand, Stavanger, Skien og Trondheim.
Bane Nor Eiendom har en portefølje på 2.850 ejendomme, heraf 337 jernbanestationer. Selskabet har gang i ca. 230 udviklingsprojekter rundt om i Norge. De årlige investeringer er på ca. 1,2 mia. NOK.

## Historie
Baggrunden for selskabet og dest værdier og ejendomme er en omorganisering af ejerskab og ansvar for de norske jernbaner i 1996. På det tidspunkt blev det daværende NSB delt i et trafikselskab, det nuværende NSB, og en infrastrukturetat, Jernbaneverket. Sidstnævnte fik ansvaret for jernbanespor, perroner og ventesale, elektriske anlæg og signal- og sikringsanlæg eller med andre ord alt, hvad der havde med jernbanestationer at gøre. Der var dog en klausul: stationsbygninger bygget før 1996 med tilhørende grunde skulle stadig tilhøre NSB. Dermed fik NSB en stor ejendomsportefølje, der i 2001 blev skilt ud i datterselskabet Rom Eisendom.
I forbindelse med Regeringen Solbergs jernbanereform, der indebærer større fokus på serviceanlæggenes betydning for jernbanens effektivitet, blev ejerskabet af selskabet pr. 1. maj 2017 overført fra NSB til Bane NOR, der havde erstattet Jernbaneverket 1. januar 2017. Samtidig skiftede Rom Eiendom navn til Bane Nor Eiendom.

## Eksterne lenker
- Officiel hjemmeside Arkiveret 20. juni 2017 hos  Wayback Machine